# Нижнє Раменьє
Нижнє Раме́ньє (рос. Нижнее Раменье) — присілок у складі Підосиновського району Кіровської області, Росія. Входить до складу Підосиновського міського поселення.
Населення становить 20 осіб (2010, 63 у 2002).
Національний склад станом на 2002 рік — росіяни 100 %.